# Fodboldturneringen 1899-1900
Fodboldturneringen 1899–1900 var den 11. sæson af den danske fodboldliga Fodboldturneringen, arrangeret af Dansk Boldspil-Union. Ligaen havde deltagelse af fem hold, der spillede en dobbeltturnering alle-mod-alle. I tilfælde af uafgjort blev der spillet forlænget spilletid, men denne sæson indførtes, at kampe, der fortsat stod uafgjort efter forlænget spilletid, ikke blev spillet om.
Der blev ikke kåret nogen mester, eftersom to klubber, AB og B.93, begge opnåede 10 point, og hverken indbyrdes opgør eller målkvotient blev anvendt til at adskille hold med lige mange point.

## Resultater
| Nr | Hold                 | K | V | U | T | Mf |   | Mi | +/- | P  |
| -- | -------------------- | - | - | - | - | -- | - | -- | --- | -- |
| 1  | Akademisk Boldklub   | 8 | 5 | 0 | 3 | 21 | – | 11 | +10 | 10 |
| 1  | Boldklubben af 1893  | 8 | 5 | 0 | 3 | 17 | – | 6  | +11 | 10 |
| 3  | Boldklubben Frem     | 8 | 3 | 2 | 3 | 15 | – | 18 | −3  | 8  |
| 3  | Kjøbenhavns Boldklub | 8 | 3 | 2 | 3 | 17 | – | 18 | −1  | 8  |
| 5  | Østerbros Boldklub   | 8 | 2 | 0 | 6 | 3  | – | 20 | −17 | 4  |

 K: Kampe spillet, V: Vundne kampe, U: Uafgjorte kampe, T: Tabte kampe, Mf: Mål for, Mi: Mål imod, +/-: Måldifference, P: Point